# Goniurosaurus yamashinae
Espèce
Synonymes
- Gymnodactylus yamashinae Okada, 1936
- Goniurosaurus kuroiwae yamashinae
(Okada, 1936)

Statut de conservation UICN

 CR B1ab(iii) : 
En danger critique
Goniurosaurus yamashinae est une espèce de geckos de la famille des Eublepharidae.

## Répartition
Cette espèce est endémique de Kume-jima dans l'archipel Nansei au Japon,.

## Publication originale
- Okada, 1936 : A new cave-gecko, Gymnodactylus yamashinae from Kumejima, Okinawa group. Proceedings of the Imperial Academy of Japan, vol. 12, p. 53-54.